# Silao, Mexiko
Silao är en kommunhuvudort i Mexiko.   Den ligger i kommunen Silao de la Victoria och delstaten Guanajuato, i den centrala delen av landet, 290 km nordväst om huvudstaden Mexico City. Silao ligger 1 780 meter över havet och antalet invånare är 65 195.
Terrängen runt Silao är platt åt sydväst, men åt nordost är den kuperad. Runt Silao är det ganska tätbefolkat, med 207 invånare per kvadratkilometer. Närmaste större samhälle är Guanajuato, 19,3 km öster om Silao. Trakten runt Silao består till största delen av jordbruksmark.